# Babina subaspera
Babina subaspera е вид земноводно от семейство Водни жаби (Ranidae). Видът е застрашен от изчезване.

## Разпространение
Разпространен е в Япония.